# Bahnstrecke Hanoi–Quán Triều
| Dreischienengleis in Lương Sơn |                   |                                   |                                   |
| Streckenlänge: | 75 km             |                                   |                                   |
| Spurweite: | 1000 mm / 1435 mm |                                   |                                   |
| |                   |                                   |                                   |
| \| \| \| von Ho-Chi-Minh-Stadt \| \| \| \| Hà Nội \| \| \| \| Long Biên \| \| \| \| Long-Biên-Brücke \| \| \| \| Beginn Dreischienengleis \| \| \| \| Gia Lâm \| \| \| \| nach Hải Phòng \| \| \| \| Yên Viên \| \| \| \| nach Đồng Đăng, Dreischienengleis \| \| \| \| Xuan-Kieu \| \| \| \| Duc Noi \| \| \| \| Đông Anh \| \| \| \| nach Lào Cai \| \| \| \| Cà Lồ Fluss \| \| \| \| Đa Phúc \| \| \| \| Trung Giã \| \| \| \| Phổ Yên \| \| \| \| Lương Sơn \| \| \| \| von Kép, Normalspur \| \| \| \| Lưu Xá \| \| \| \| Lưu Xá \| \| \| \| Ende Dreischienengleis \| \| \| \| Thái Nguyên \| \| \| \| Quán Triều \| \| \| \| Grubenbahn nach Mỏ than Núi Hồng \| |                   |                                   |                                   |
| Strecke |                   | von Ho-Chi-Minh-Stadt             | von Ho-Chi-Minh-Stadt             |
| Bahnhof |                   | Hà Nội                            | Hà Nội                            |
| Haltepunkt / Haltestelle |                   | Long Biên                         | Long Biên                         |
| Brücke über Wasserlauf |                   | Long-Biên-Brücke                  | Long-Biên-Brücke                  |
| ehemalige Grenze |                   | Beginn Dreischienengleis          | Beginn Dreischienengleis          |
| Bahnhof |                   | Gia Lâm                           | Gia Lâm                           |
| Abzweig geradeaus, nach rechts und von rechts |                   | nach Hải Phòng                    | nach Hải Phòng                    |
| Bahnhof |                   | Yên Viên                          | Yên Viên                          |
| Abzweig geradeaus und nach rechts |                   | nach Đồng Đăng, Dreischienengleis | nach Đồng Đăng, Dreischienengleis |
| Bahnhof |                   | Xuan-Kieu                         | Xuan-Kieu                         |
| Bahnhof |                   | Duc Noi                           | Duc Noi                           |
| Bahnhof |                   | Đông Anh                          | Đông Anh                          |
| Abzweig geradeaus und nach links |                   | nach Lào Cai                      | nach Lào Cai                      |
| Brücke über Wasserlauf |                   | Cà Lồ Fluss                       | Cà Lồ Fluss                       |
| Bahnhof |                   | Đa Phúc                           | Đa Phúc                           |
| Bahnhof |                   | Trung Giã                         | Trung Giã                         |
| Bahnhof |                   | Phổ Yên                           | Phổ Yên                           |
| Bahnhof |                   | Lương Sơn                         | Lương Sơn                         |
| Abzweig geradeaus und ehemals von rechts |                   | von Kép, Normalspur               | von Kép, Normalspur               |
| Bahnhof |                   | Lưu Xá                            | Lưu Xá                            |
| Dienststation / Betriebs- oder Güterbahnhof |                   | Lưu Xá                            | Lưu Xá                            |
| ehemalige Grenze |                   | Ende Dreischienengleis            | Ende Dreischienengleis            |
| Bahnhof |                   | Thái Nguyên                       | Thái Nguyên                       |
| Bahnhof |                   | Quán Triều                        | Quán Triều                        |
| Strecke |                   | Grubenbahn nach Mỏ than Núi Hồng  | Grubenbahn nach Mỏ than Núi Hồng  |

Die Bahnstrecke Hanoi–Quán Triều ist eine Eisenbahnstrecke im Norden von Vietnam. Sie besitzt ein Dreischienengleis, bestehend aus einer eingleisigen Normalspur- und Meterspurstrecke, die Hanoi mit Thái Nguyên verbindet und eine Gesamtlänge von 75 km hat. Die ursprüngliche Kleinstadt Thái Nguyên wurde 1962 mit der Fertigstellung der Strecke zur Stadt erhoben.

## Galerie

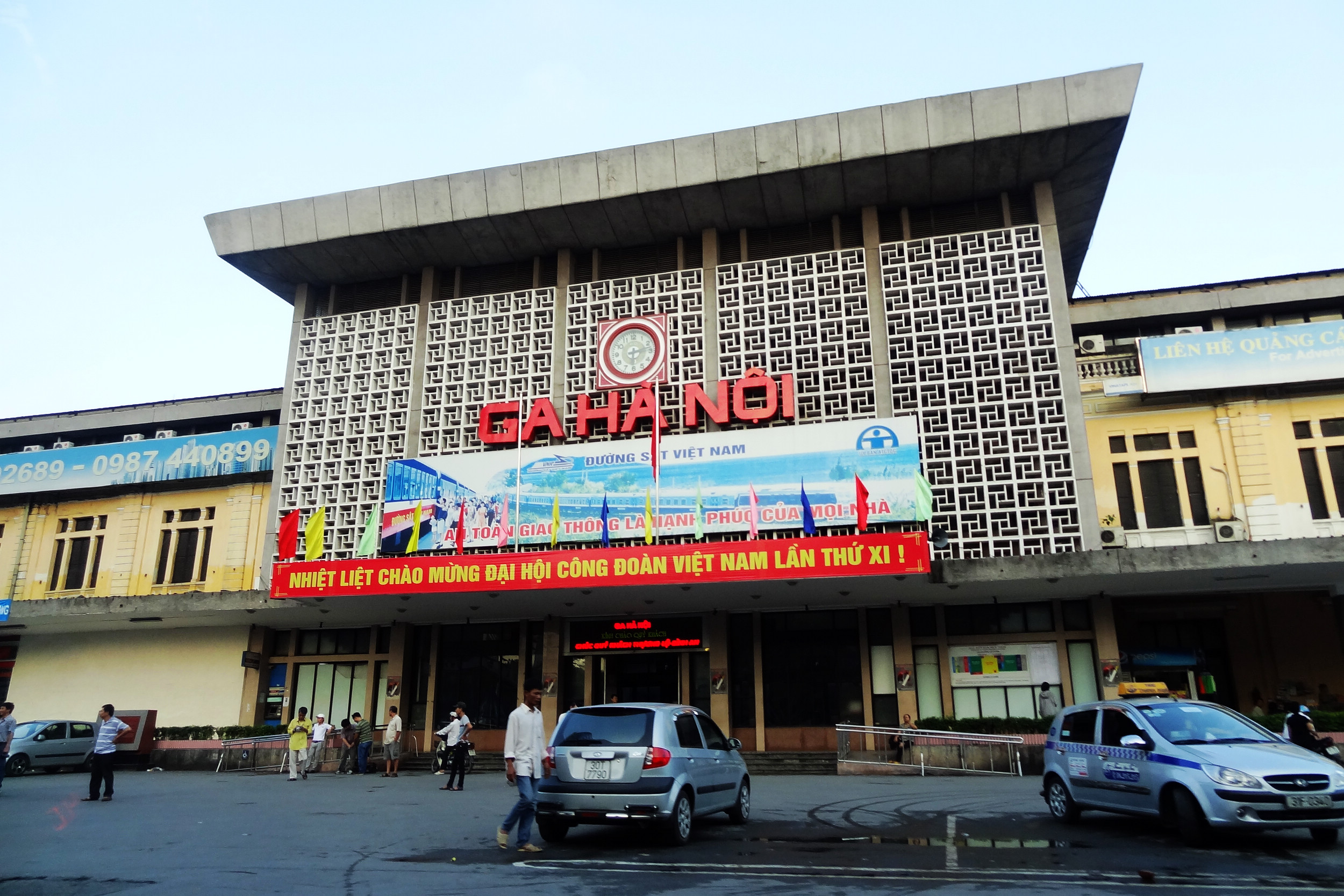
Bahnhof Hanoi
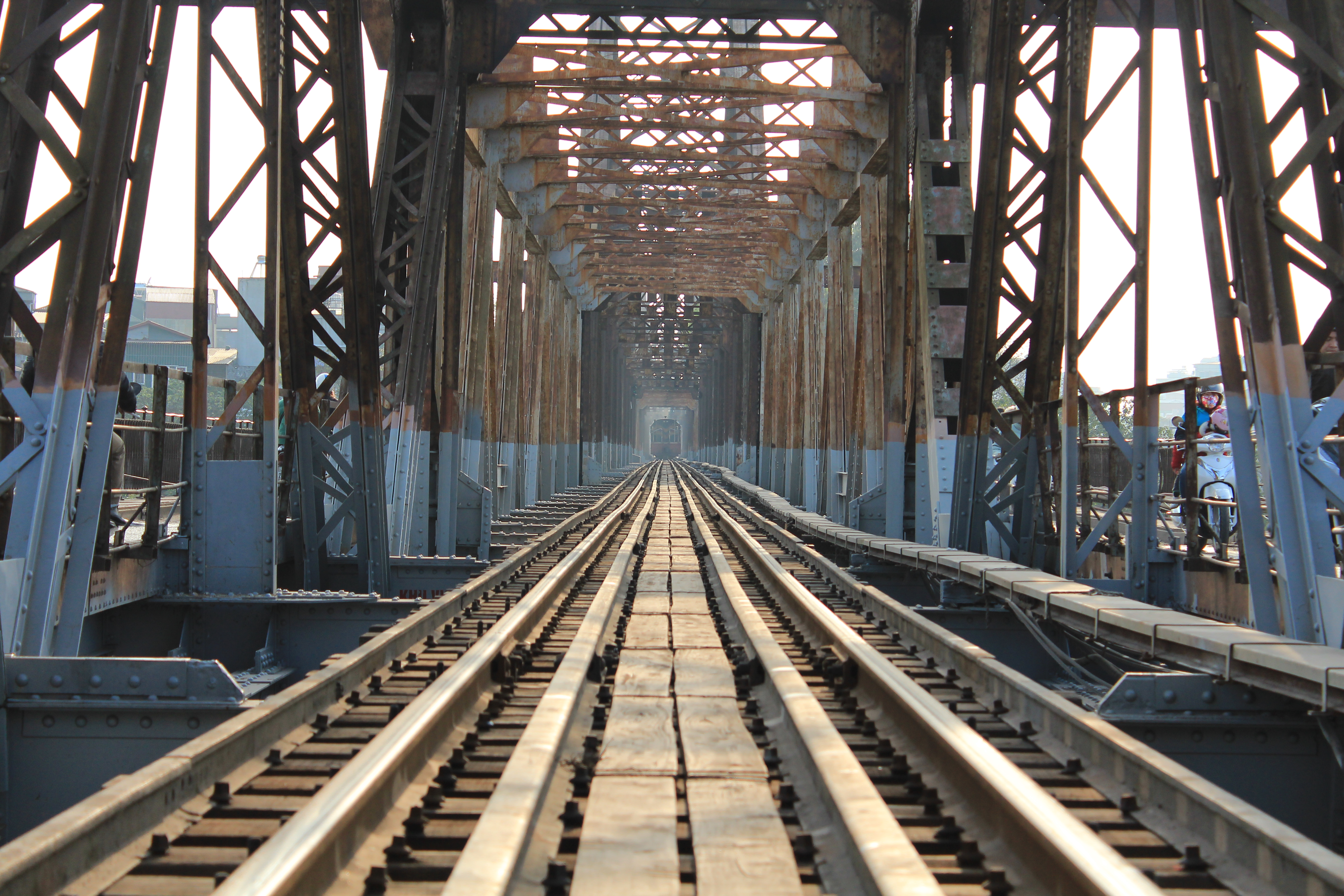
Long-Biên-Brücke
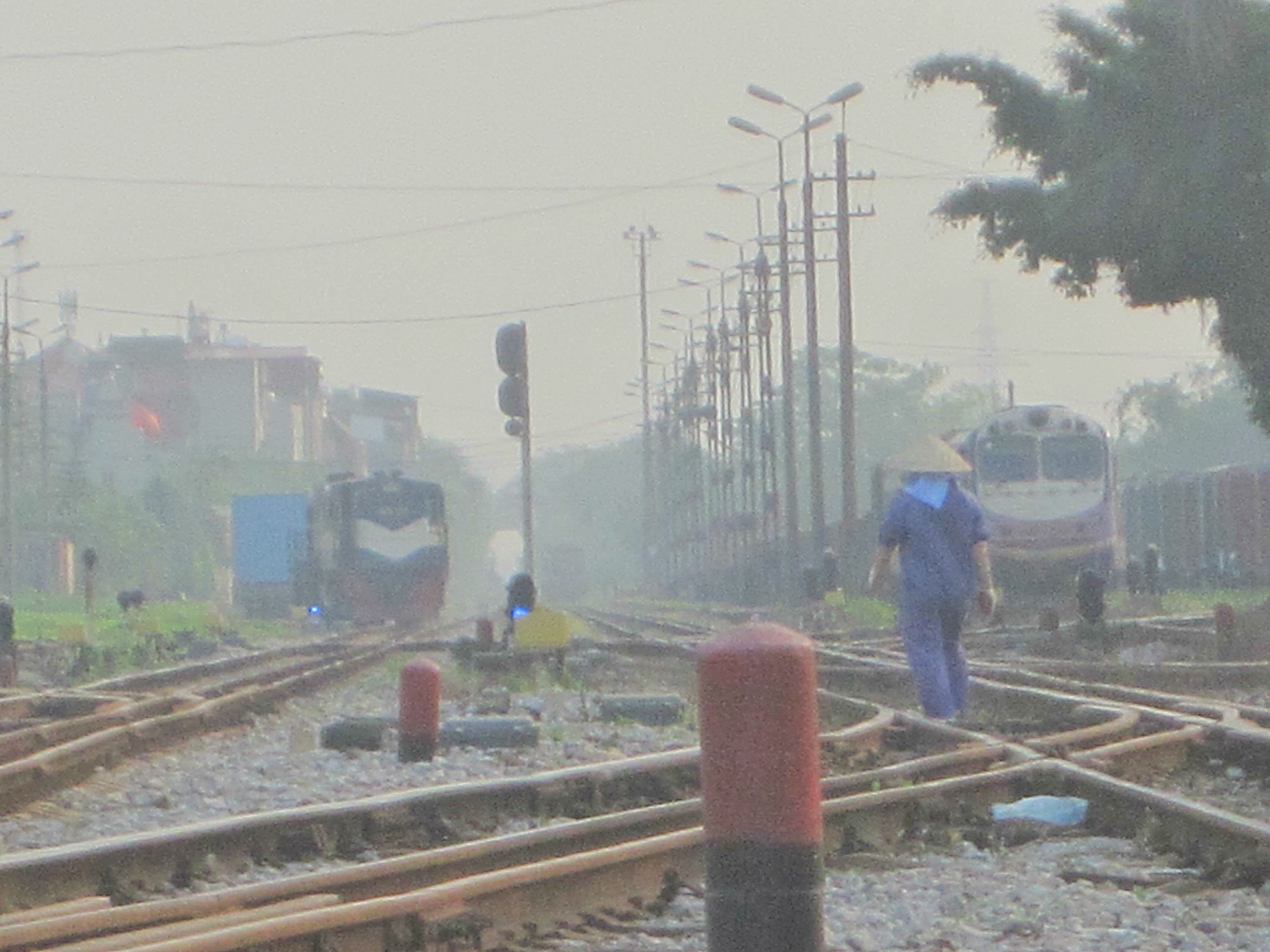
Bahnhof Yên Viên
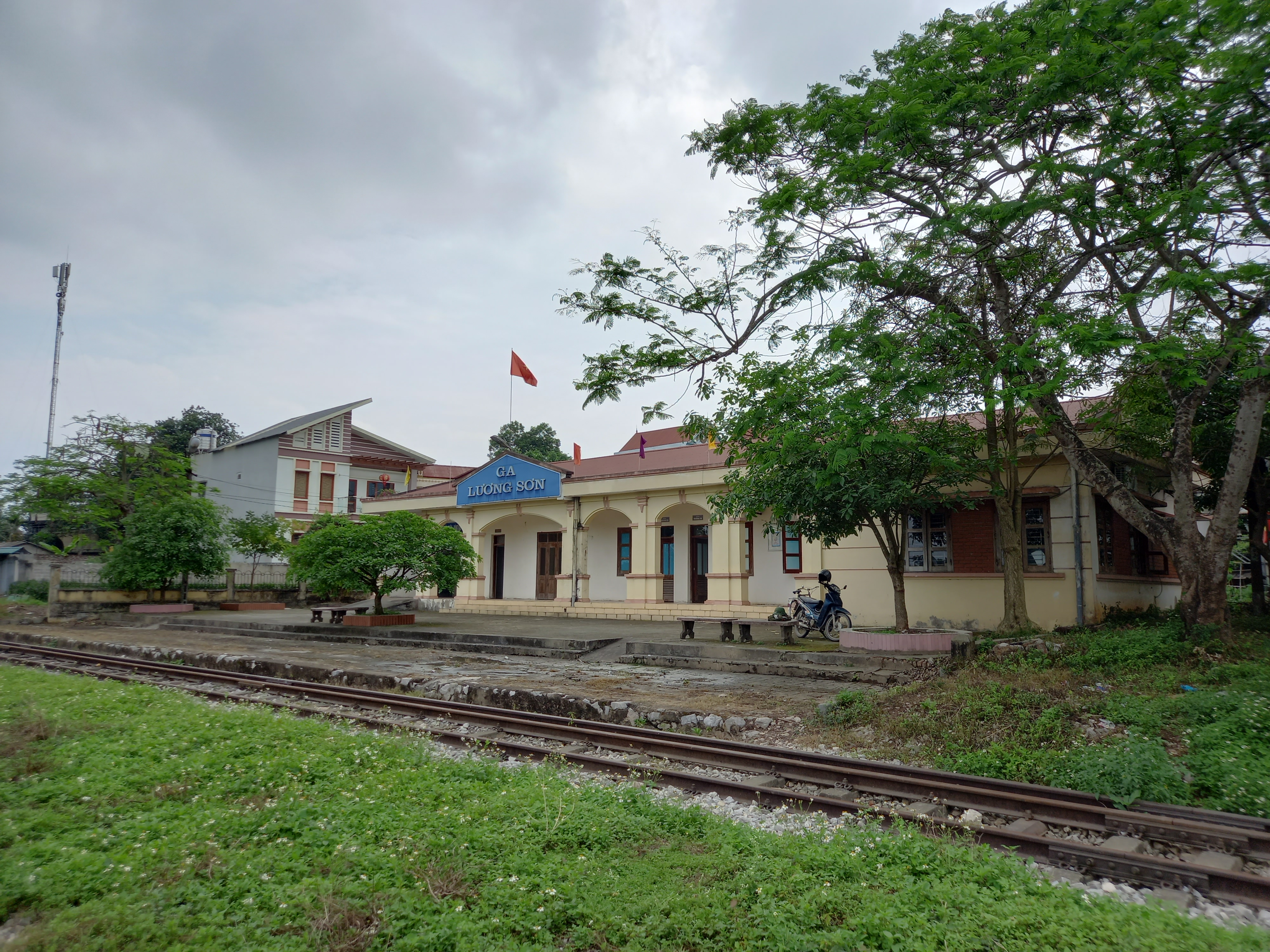
Bahnhof Lương Sơn
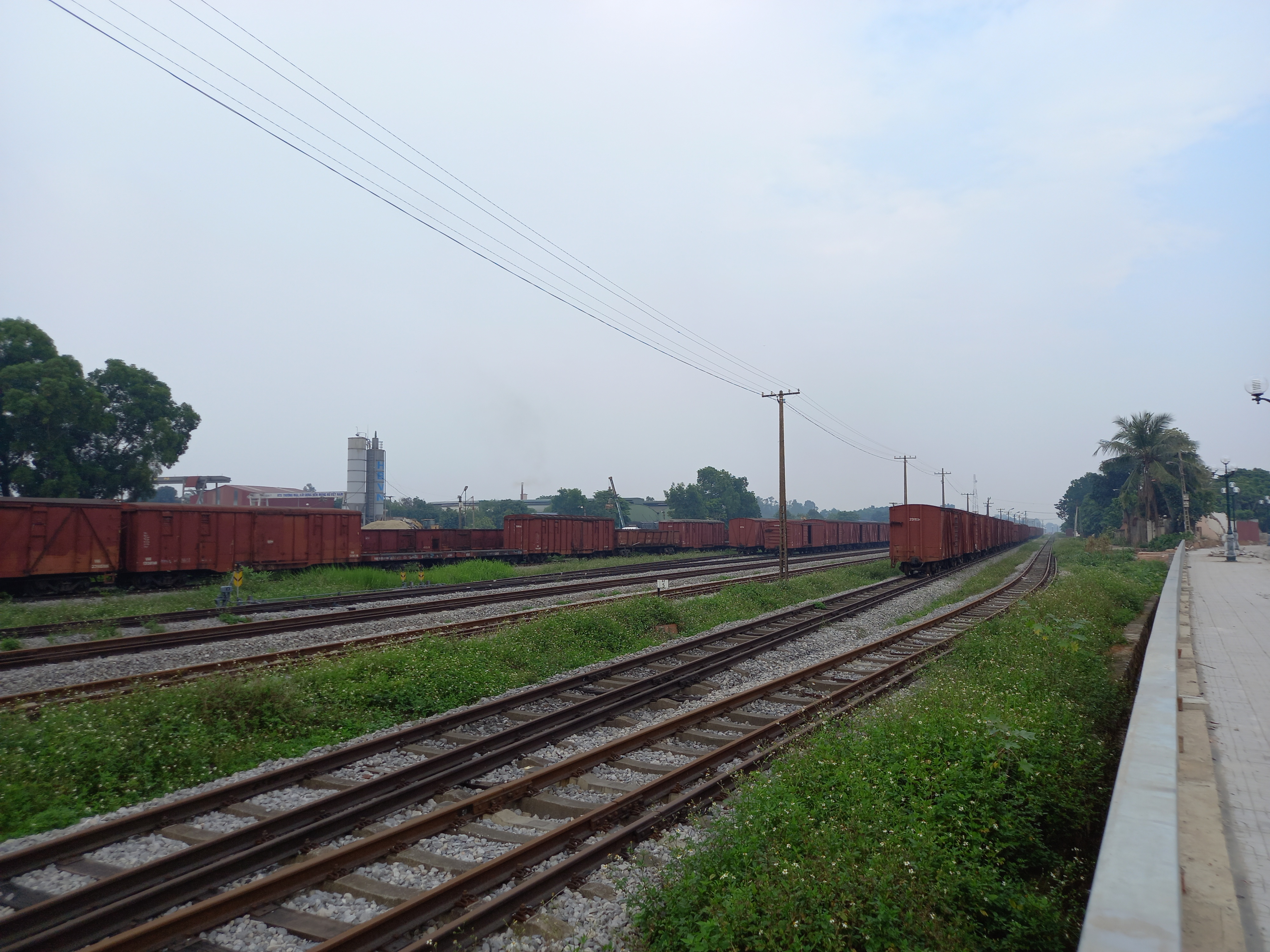
Güterbahnhof Lưu Xá
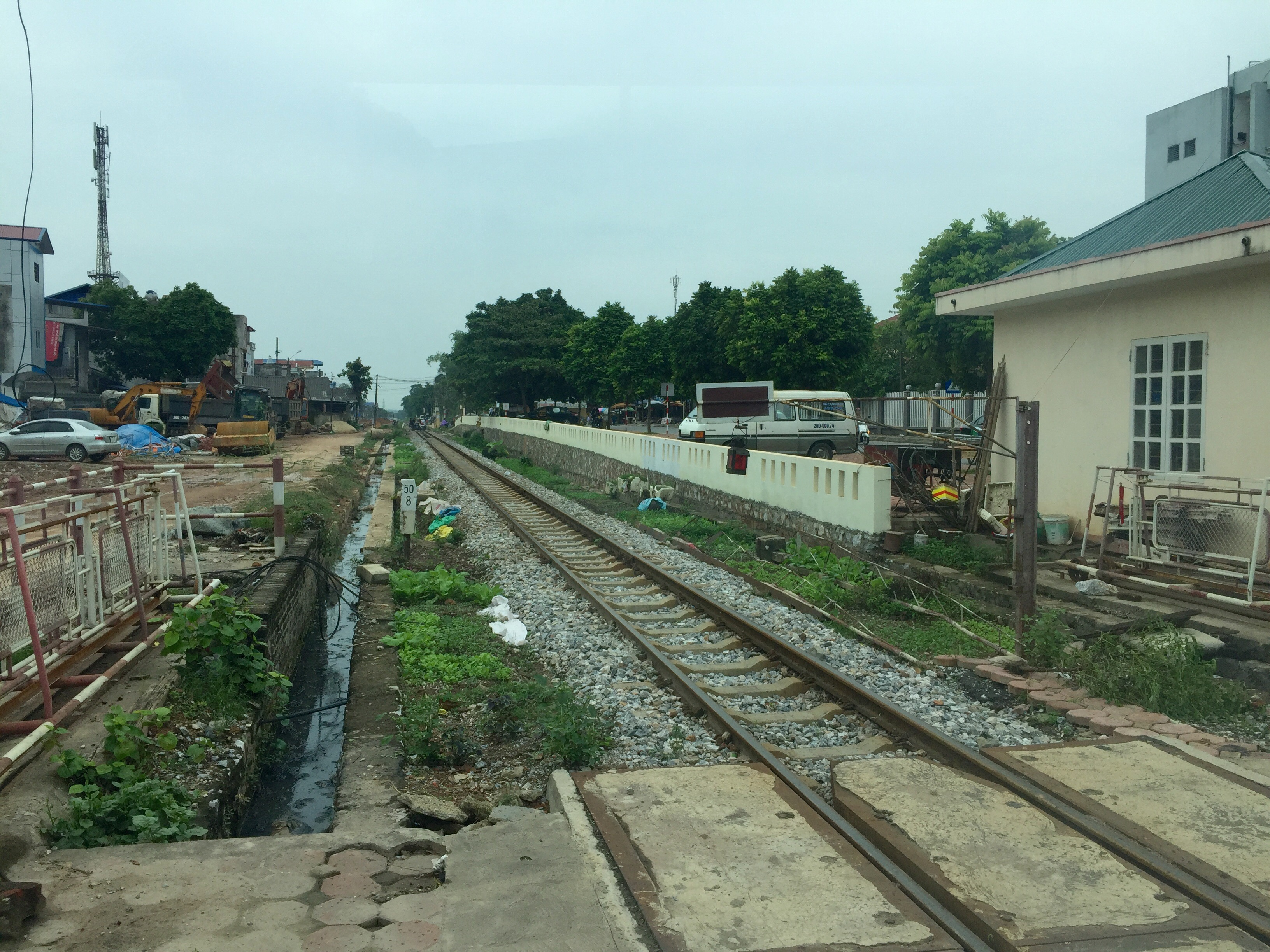
Bahnhof Thái Nguyên